# Parafia św. Jana Bosko w Lubinie
Parafia św. Jana Bosko w Lubinie – rzymskokatolicka parafia znajdująca się w Lubinie, należąca do diecezji legnickiej. Pracują w niej salezjanie. Jest popularnym miejscem różnych spotkań młodzieży z całego Lubina, diecezji legnickiej, ale i także wrocławskiej inspektorii salezjańskiej. Przy parafii funkcjonuje Oratorium młodzieżowe w którym prowadzone są liczne zajęcia formacyjne. Przy parafii znajduje się także Salezjańska Szkoła Podstawowa im. św. Dominika Savio prowadzona przez salezjanów. Przy kościele Jana Bosko aktywnie działają także grupy tzw. Odnowy w Duchu Świętym.